# 이시베정
이시베정(石部町)은 시가현 고카군에 설치되었던 정이다.
2004년 10월 1일에, 동군 고세이정과 합병해 고난시가 되어 소멸하였다.

## 역사
- 1889년 4월 1일 - 정촌제 시행과 함께 3개의 촌 구역으로 고카군 이시베촌이 성립하였다.
- 1903년 6월 1일 - 이시베촌이 정으로 승격해 이시베정이 되었다.
- 2004년 10월 1일 - 고세이정과 합병해 고난시가 성립하였다. 동일 이시베정은 폐지되었다.

## 교통

### 철도
- 서일본 여객철도
  - 구사쓰 선

### 도로
- 국도 1호선